# Hymn Libanu
Hymn Libanu został przyjęty w roku 1927. Słowa hymnu napisał Rachid Nakhlé, a muzykę skomponował Wadih Sabra.

## Transliteracja oficjalnych słów arabskich
Kulluna lil-watan, lil'ula lil-'alam
Mil'u ayn az-zaman, saifuna wal-qalam
Sahluna wal-jabal, manbitun lir-rijal
Qawluna wal-'amal fi sabil al-kamal
Kulluna lil-watan, lil'ula lil-'alam, Kulluna lil-watan
Shaykhuna wal-fata, 'Inda sawt al-watan
Usdu ghaben mata, sawaratna al-fitan
Sharquna qalbuhu, abadan Lubnan
Sanahu rabbuhu, li-mada al-azman
Kulluna lil-watan, lil'ula lil-'alam, Kulluna lil-watan
Bahruhu barruhu, durratu-sharqayn
Ramzuhu birruhu, mali' al-qutbayn
Ismuhu 'izzuhu, munzou kana al-judud
Majduhu arzuhu, ramzuhu lil-khulud
Kulluna lil-watan, lil'ula lil-'alam, kulluna lil-watan